# Paul Goodman
Pour les articles homonymes, voir Goodman.
Paul Goodman, né le 9 septembre 1911 à Greenwich Village (New York) dans une famille aisée de marchands d'art, et mort le 2 août 1972 dans le New Hampshire un mois avant ses 61 ans, est un écrivain et penseur américain, conseiller politique de la gauche américaine des années 1960. Ce chercheur universitaire, spécialiste de l'histoire de l'Amérique populaire, a été un poète, un romancier, un auteur de théâtre, un essayiste, un éducateur et un moraliste anarchiste. Féru de philosophie et d'études sociales, il est aussi passionné par les cultures étrangères, l'expression corporelle et le théâtre. Il est l'un des fondateurs de la Gestalt-thérapie.

## Un écrivain anarchiste et un poète original
Le poète dans son opus Feu rouge distille des vers inspirés du théâtre nô japonais. On imagine la provocation larvée en pleine deuxième guerre mondiale dans un pays où l'on déportait les ressortissants américains d'origine nippone dans des camps d'internement.
L'écrivain réussit d'abord à publier des nouvelles fantaisistes et originales, par exemple,Toute la vérité en 1946. Il a livré des romans insolites à connotation critique : Piano à queue en 1942 et État de nature en 1946.
Philosophe de la culture populaire et penseur universitaire, il rédige de nombreux essais. En 1947, il écrit Communitas avec son frère Percival, un essai sur l'idée communautaire qui valorise la liberté de ses membres, à condition qu'ils servent par une conscription limitée dans le temps les structures régulatrices et garantes de l'ordre public et religieux. Le public français a mieux connu surtout son regard sur l'art et la littérature : L'Art et la nature sociale, paru en 1946 et La structure de la littérature, publié en 1954. La traduction française a systématiquement ignoré son œuvre d'illustration, de présentation et de défense de la culture populaire américaine face au règne de l'idéologie, en particulier face à ses formes appliquées comme le socialisme ou le libéralisme, le colonialisme ou le capitalisme.

## Un universitaire thérapeute et un penseur politique
Goodman est un universitaire et un thérapeute croyant et assidu, cofondateur de la Gestalt-thérapie aux États-Unis. Il enseigne notamment  à l’Institut new-yorkais de gestalt-thérapie créé par Frederick Perls entre 1952 et 1954 et à celui de Cleveland (Ohio).
Malgré une quarantaine d'ouvrages majeurs et une longue liste de publications, de la plus fantaisiste à la plus sérieuse, de la plus spirituelle à la plus engagée, la reconnaissance, qui s'est dérobée à lui jusqu'alors, arrive avec la publication de son opus Growing up absurd en 1960. Elle lui apporte en fin de vie une dizaine d'années de renommée. Ainsi, restant abordable et accessible, Paul Goodman fait partie des universitaires les plus suivis par la nouvelle gauche américaine et devient un des inspirateurs des courants contestataires qui traversent la société américaine durant les années soixante-dix[réf. souhaitée].
Cet universitaire, méconnu en Europe, et ceci même par sa démarche psychologique et la valorisation des valeurs populaires américaines dont il se réclame[pas clair], a mené des observations sur la manière dont la société américaine, qui n'est qu'une fraction d'outre-atlantique de la société occidentale, abaisse et pervertit ses institutions, en particulier son école, et sape ainsi pour le profit d'une minorité favorisée, le développement humain.

## Œuvre

### Poésie
- Feu rouge, 1941
- Faits de vie, 1945.

### Nouvelles
- Toute la vérité, 1946.
- Adam et son boulot, 1968.

### Théâtre
- Le jeune disciple
- Faustina
- Jonah
- Pièces cubiques

### Romans
- Piano à queue, 1942 (opus 1, The Empire City)
- État de nature, 1946 (opus 2, The Empire City)
- La fin du printemps, 1950 (opus 3, The Empire City)
- The Empire City (1941-1958)
- Making do, 1963

### Essais
- L'Art et la nature sociale, 1946
- La prière de Kafka, 1947.
- Gestalt thérapie, 1951.
- La structure de la littérature, 1954
- Growing up absurd, 1960.
- Essais utopiques et propositions pratiques, 1962.
- Graines de libération, 1964.
- De l'ambigüité morale de l'Amérique, conférences Massey, 1966.
- Du parler quotidien et de la langue : défense de la poésie, 1971.

## Postérité
- Selon le politologue américain Stephen Bronner, la Nouvelle gauche se serait inspirée de « l'anarchisme libertaire d'Emma Goldman ou de Paul Goodman »[2].

## Sources
- Cet article est partiellement ou en totalité issu d’« Anarchopedia ».
- Roberto Espejo, Paul Goodman et la critique en éducation : vers une pédagogie critique existentielle, Thèse de doctorat en Sciences de l'éducation sous la direction de Jean-Louis Le Grand, Université Paris-VIII, 2011, résumé en ligne.